# حیدرآباد (جرقویه سفلی)
حیدرآباد روستایی در دهستان جرقویه وسطی بخش جرقویه سفلی شهرستان اصفهان استان اصفهان ایران است. این روستا در فاصله ۶۰ کیلومتری شهرستان ورزنه واقع شده‌است.

## جمعیت
بر پایه سرشماری عمومی نفوس و مسکن در سال ۱۳۹۵ جمعیت این روستا ۷۳۲ نفر (۲۵۰ خانوار) بوده‌است.